# Ульяновка (Омская область)
Ульяновка — село в Омском районе Омской области России. Входит в состав Богословского сельского поселения.

## География
Населённый пункт находится на юге центральной части Омской области, в лесостепной зоне, в пределах Барабинской низменности, к югу от реки Оми, на расстоянии примерно 7 километров (по прямой) к юго-востоку от посёлка Ростовка, административного центра района. Абсолютная высота — 111 метров над уровнем моря.

### Часовой пояс
Село Ульяновка, как и вся Омская область, находится в часовой зоне МСК+3. Смещение применяемого времени относительно UTC составляет +6:00.

## Население
| 2006 | 2010  | 2013  |
| ---- | ----- | ----- |
| 1477 | ↘1419 | ↗1608 |

Гендерный состав
По данным Всероссийской переписи населения 2010 года в гендерной структуре населения мужчины составляли 48,8 %, женщины — соответственно 51,2 %.
Национальный состав
Согласно результатам переписи 2002 года, в национальной структуре населения русские составляли 83 % из 1431 чел.

## Улицы
Уличная сеть села состоит из четырнадцати улиц.
1.Ул.Пушкина     8.Ул.Мира

2.Ул. Победы.     9.Ул.Чайковсого
3.Ул.Солнечная 10.Ул.Путина

4.Ул.Жопкина    11.Ул. Толстого
5.Ул. Ленина      12.Ул. Леонова
6.Ул. Гагарина   13.Ул. Монина
7.Ул.Лермонтова 14.Ул. Потанина